# 蒂芬巴赫 (帕绍县)
蒂芬巴赫（德語：Tiefenbach，發音：[ˈtiːfn̩bax]）是德国巴伐利亚州下巴伐利亚行政区帕绍县的市镇，面积49.71平方千米，2023年12月31日人口为6,842人。